# Nickelodeon Kids' Choice Awards 2013
De Nickelodeon Kids' Choice Awards 2013 was de 26e editie van de jaarlijkse prijsuitreikingshow van de kinderzender Nickelodeon. De show vond plaats op 23 maart 2013 in Los Angeles en werd gepresenteerd door Josh Duhamel. De preshow-presentatie werd verzorgd door Daniella Monet. Voor Nederland ging Patrick Martens naar Los Angeles om de favoriete ster: Nederland/België uit te reiken en presenteerde de show voor Nederland.

## Categorieën
Winnaars zijn dikgedrukt.

1 Geeft aan dat dit de eerste keer is dat hij/zij genomineerd is.

2 Geeft de winnaar van vorig jaar aan in de desbetreffende categorie.

Dit geldt niet voor: favoriete televisieacteur, favoriete film, favoriete filmacteur, favoriete filmactrice, favoriete geanimeerde film, favoriete stemacteur,  favoriete vrouwelijke/mannelijke Buttkicker, favoriete nummer, favoriete videospel, favoriete app, favoriete schurk, Big Help Award en favoriete ster: Nederland/België.

### Televisie

#### Favoriete tv-show
- Good Luck Charlie
- iCarly
- Victorious 2 (Winnaar, tweede keer op rij)
- Wizards of Waverly Place

#### Favoriete Realityshow
- America's Got Talent
- American Idol
- The Voice 1
- Wipeout 2 (Winnaar, tweede keer op rij)

#### Favoriete Cartoon
- The Fairly OddParents 1
- Phineas and Ferb 1
- SpongeBob SquarePants 2 (Winnaar, vijfde keer op rij)
- Tom en Jerry 1

#### Favoriete televisieacteur
- Jake T. Austin als Max Russo voor Wizards of Waverly Place
- Lucas Cruikshank als Marvin Forman voor Marvin Marvin
- Ross Lynch als Austin Moon voor Austin & Ally (Winnaar)
- Carlos Pena, Jr. als Carlos Garcia voor Big Time Rush

#### Favoriete televisieactrice
- Miranda Cosgrove als Carly Shay voor iCarly
- Selena Gomez als Alex Russo voor Wizards of Waverly Place 2 (Winnaar, vijfde keer op rij)
- Victoria Justice als Tori Vega voor Victorious
- Bridgit Mendler als Teddy Duncan voor Good Luck Charlie

### Film

#### Favoriete film
- The Amazing Spider-Man
- The Avengers
- Diary of a Wimpy Kid: Dog Days
- The Hunger Games (Winnaar)

#### Favoriete filmacteur
- Johnny Depp als Barnabas Collins voor Dark Shadows (Winnaar)
- Andrew Garfield als Peter Parker/Spider-Man voor The Amazing Spider-Man
- Zachary Gordon als Greg Heffley voor Diary of a Wimpy Kid: Dog Days
- Will Smith als Agent J voor Men in Black III

#### Favoriete filmactrice
- Vanessa Hudgens als Kailani voor Journey 2: The Mysterious Island
- Scarlett Johansson als Natalia Romanova/Black Widow voor The Avengers
- Jennifer Lawrence als Katniss Everdeen voor The Hunger Games
- Kristen Stewart als Bella Swan voor The Twilight Saga: Breaking Dawn Part 2 (Winnaar)

#### Favoriete geanimeerde film
- Brave
- Ice Age: Continental Drift
- Madagascar 3: Europe's Most Wanted
- Wreck-It Ralph (Winnaar)

#### Favoriete stemacteur
- Chris Rock als Marty voor Madagascar 3: Europe's Most Wanted
- Adam Sandler als Dracula voor Hotel Transylvania (Winnaar)
- Ben Stiller als Alex voor Madagascar 3: Europe's Most Wanted
- Taylor Swift als Audrey voor Dr. Seuss' The Lorax

#### Favoriete vrouwelijke Buttkicker
- Anne Hathaway als Selina Kyle/Catwoman voor The Dark Knight Rises
- Scarlett Johansson als Natalia Romanova/Black Widow voor The Avengers
- Jennifer Lawrence als Katniss Everdeen voor The Hunger Games
- Kristen Stewart als Snow White voor Snow White and the Huntsman (Winnaar)

#### Favoriete mannelijke Buttkicker
- Robert Downey jr. als Tony Stark/Iron Man voor The Avengers
- Andrew Garfield als Peter Parker/Spider-Man voor The Amazing Spider-Man
- Chris Hemsworth als Thor voor The Avengers
- Dwayne Johnson als Hank Anderson-Parsons voor Journey 2: The Mysterious Island (Winnaar)

### Muziek

#### Favoriete band
- Big Time Rush 2
- Bon Jovi 1
- Maroon 5 1
- One Direction 1 (Winnaar)

#### Favoriete zanger
- Justin Bieber 2 (Winnaar, derde keer op rij)
- Bruno Mars
- Blake Shelton 1
- Usher

#### Favoriete zangeres
- Adele 1
- Katy Perry (Winnaar)
- P!nk 1
- Taylor Swift

#### Favoriete nummer
- "Call Me Maybe" door Carly Rae Jepsen
- "Gangnam Style" door PSY
- "We Are Never Ever Getting Back Together" door Taylor Swift
- "What Makes You Beautiful" door One Direction (Winnaar)

### Sport

#### Favoriete mannelijke atleet
- LeBron James 1 (Winnaar)
- Michael Phelps
- Tim Tebow 2
- Shaun White

#### Favoriete vrouwelijke atleet
- Gabrielle Douglas 1
- Danica Patrick 2 (Winnaar, tweede keer op rij)
- Serena Williams
- Venus Williams

### Overige categorieën

#### Favoriete boek
- Diary of a Wimpy Kid 2
- Harry Potter
- The Hunger Games (Winnaar)
- Magic Tree House 1

#### Favoriete videospel
- Just Dance 4 (Winnaar)
- Mario Kart 7
- Skylanders Giants
- Wii Sports

#### Favoriete app(nieuwe categorie)
- Angry Birds
- Fruit Ninja
- Minecraft
- Temple Run (Winnaar)

#### Favoriete schurk(nieuwe categorie)
- Reed Alexander als Nevel Papperman voor iCarly
- Simon Cowell als zichzelf voor The X Factor (Winnaar)
- Tom Hiddleston als Loki voor The Avengers
- Julia Roberts als Queen Clementianna voor Mirror Mirror

#### Favoriete ster: Nederland/België
- Ferry Doedens
- Gers Pardoel (Winnaar)
- Britt Dekker
- Epke Zonderland

The Big Ballot · 1988 · 1989 · 1990 · 1991 · 1992 · 1993 · 1994 · 1995 · 1996 · 1997 · 1998 · 1999 · 2000 · 2001 · 2002 · 2002 · 2003 · 2004 · 2005 · 2006 · 2007 · 2008 · 2009 · 2010 · 2011 · 2012 · 2013 · 2014 · 2015 · 2016 · 2017